# قادر (فیلم)
قادر فیلمی به کارگردانی رضا صفایی و نویسندگی حبیب‌الله کسمایی محصول سال ۱۳۵۵ است.

## داستان
قادر و عماد و غضنفر به کار قاچاق مشغولند...

## بازیگران
- رضا بیک ایمانوردی
- علی میری
- روشنک صدر
- کامی کسروی
- حسن رضیانی
- زهره
- علی‌اکبر طوفان‌پناه
- عباس مختاری
- یدالله محمدی‌نژاد
- مشکوه
- رضا غیاثی
- شفیانی
- علی آزاد